# Predicció (teoria del senyal)
La predicció en el camp de la teoria del senyal és un procediment matemàtic que pretén estimar els valors futurs d'una seqüència discreta a través del còmput de la informació actual i anterior d'aquesta seqüència.

## Relació amb la redundància
Aquesta pràctica va estretament relacionada amb la redundància dels senyals discrets, ja que és precisament gràcies de seqüències redundants (en més o menys mesura i en funció de la variable a través de la qual s'avalua la redundància) que és possible predir un senyal. Fóra impossible predir una variable si aquesta no guardés cap relació de dependència (i, per tant, de redundància) amb valors presents o passats d'ella mateixa. Igualment, la predicció redueix dràsticament el cost de codificació dels senyals, permetent transmissions molt més efectives i ràpides, amb l'únic agreujant de pèrdua d'informació, i, per tant, pèrdua de qualitat.

## Aplicacions
La predicció pot aplicar-se a tres tipus de senyals discrets:
- Àudio (senyal unidimensional dependent del temps): la predicció tracta de determinar la forma d'ona futura.
- Imatge (senyal bidimensional): les imatges, pel fet que no depenen del temps, són bastant difícils de predir, i els mètodes per aconseguir-ho deriven, simplement, cap a pura eliminació de la redundància espacial.
- Vídeo (senyal bidimensional i dependent del temps): la predicció elimina la redundància temporal, a través, per exemple, de l'estimació de moviment o la tècnica del Block matching.

## Mètodes de predicció

### So: predicció lineal
La predicció lineal es diferencia exclusivament de la predicció en general pel fet que els valors estimats són combinació lineal de mostres prèvies. En processament de senyals s'anomena Linear Predictive Coding (LPC), i es pot entendre com un subconjunt en la teoria de filtres.
Matemàticament, el senyal predit es pot escriure com:
{\displaystyle {\widehat {x}}(n)=-\sum _{k=1}^{p}a_{k}x(n-k)\,}
on s'expressa que la mostra predita és la suma de les anteriors ponderades pels coeficients de predicció {\displaystyle a_{k}}.
L'error de predicció generat per l'estimació anterior es defineix com
{\displaystyle e(n)=x(n)-{\widehat {x}}(n)\,}
on {\displaystyle x_{n}} és el valor real del senyal.
Els codificadors Linear Predictive Coding usen la base teòrica de la predicció lineal per construir un mètode de codificació de la parla que obté el senyal predit a través del seu envolvent espectral i un model matemàtic del tracte vocal, transmetent els coeficients de la predicció i el guany que els correspon i reconstruint el senyal a través del filtre invers respecte de l'aplicat durant la codificació.

### Vídeo: predicció de moviment
La predicció dels quadres d'una seqüència de vídeo es realitza a través de particions de la imatge que inclouen diversos píxels, ja que la predicció píxel a píxel és molt poc efectiva. Així, l'estimació de moviment es basa en el tractament a nivell de macroblocs.

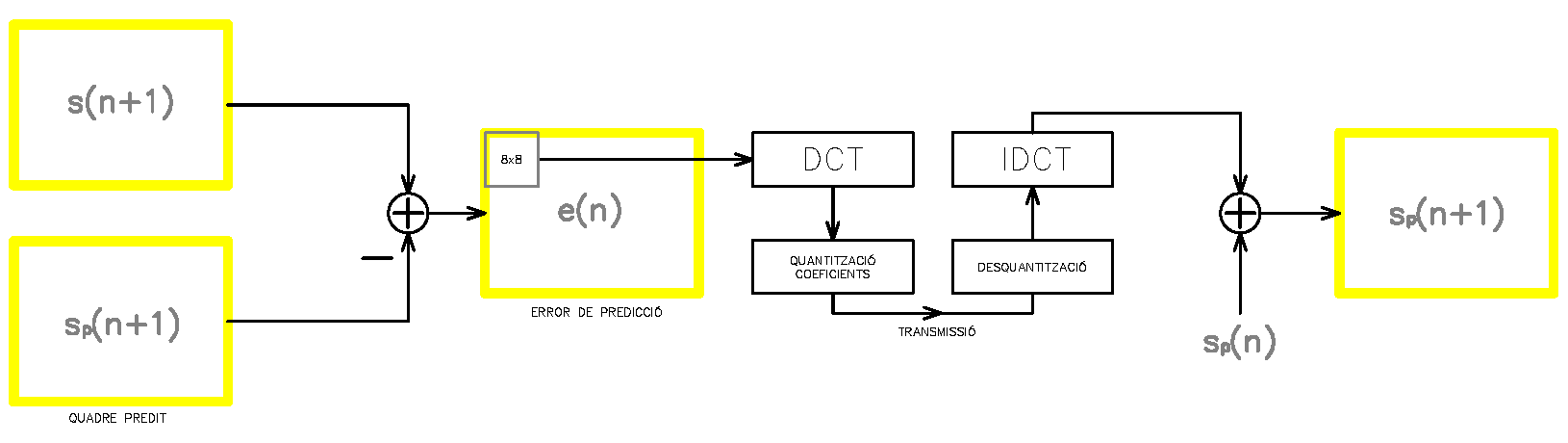
Predictor de moviment bàsic. Es comparen la imatge real següent i la predita. De la resta se n'obté el residu de predicció. El residu es transforma per cada macrobloc, es quantifica i es transmet. El descodificador fa el procés contrari, afegint al residu antitransformat el quadre actual predit, i obté la imatge següent.

Predir el moviment implica aplicar certa transformació en la posició dels macroblocs. És a dir, que un macrobloc en la imatge predita és sempre referenciat per un altre: el de la imatge original de la qual ha partit la predicció (predicció inter). Segons la posició en el temps de la imatge original i la imatge predita, es parla de predicció
- Backward (endarrere): la predicció de cada macrobloc es referencia en un quadre posterior (extrapolació).
- Forward (endavant): la predicció de cada macrobloc es referencia en un quadre anterior (extrapolació).
- Bidirectional (bidireccional): la predicció de cada macrobloc pondera la informació d'un quadre anterior i un de posterior, o diversos quadres (interpolació).

En cas que dos quadres consecutius no tinguin relació de redundància temporal (és a dir, que no s'assemblin prou), no hi ha predicció, i, per tant, el quadre aïllat només es processa en tant que imatge aïllada (predicció intra), a través de reducció de redundància espacial.
En els codificadors que usen models de predicció actuals (H.264, MPEG-2, etc.), les imatges predites es classifiquen en tres subtipus segons la referència de la predicció de cadascuna d'elles o el fet que no hi hagi hagut predicció: Fitxers I, P i B.
Una altra magnitud a considerar és l'error de predicció. És la diferència entre la imatge original i la predita. Igual que en el cas del codificador Linear Predictive Coding, cal transmetre l'error de predicció, ja que és un paràmetre que el descodificador necessita per a restituir la imatge. La imatge error de predicció sol mostrar nivell d'error en les zones de transició de moviment (és a dir, aquells punts o regions que s'han mogut), i àmplies zones homogènies en què quasi no hi ha error (pel fet que el dèficit de moviment ha beneficiat la predicció).